# Rebecca Makkai
Rebecca Makkai (geboren 20. April 1978 in Chicago) ist eine US-amerikanische Schriftstellerin.

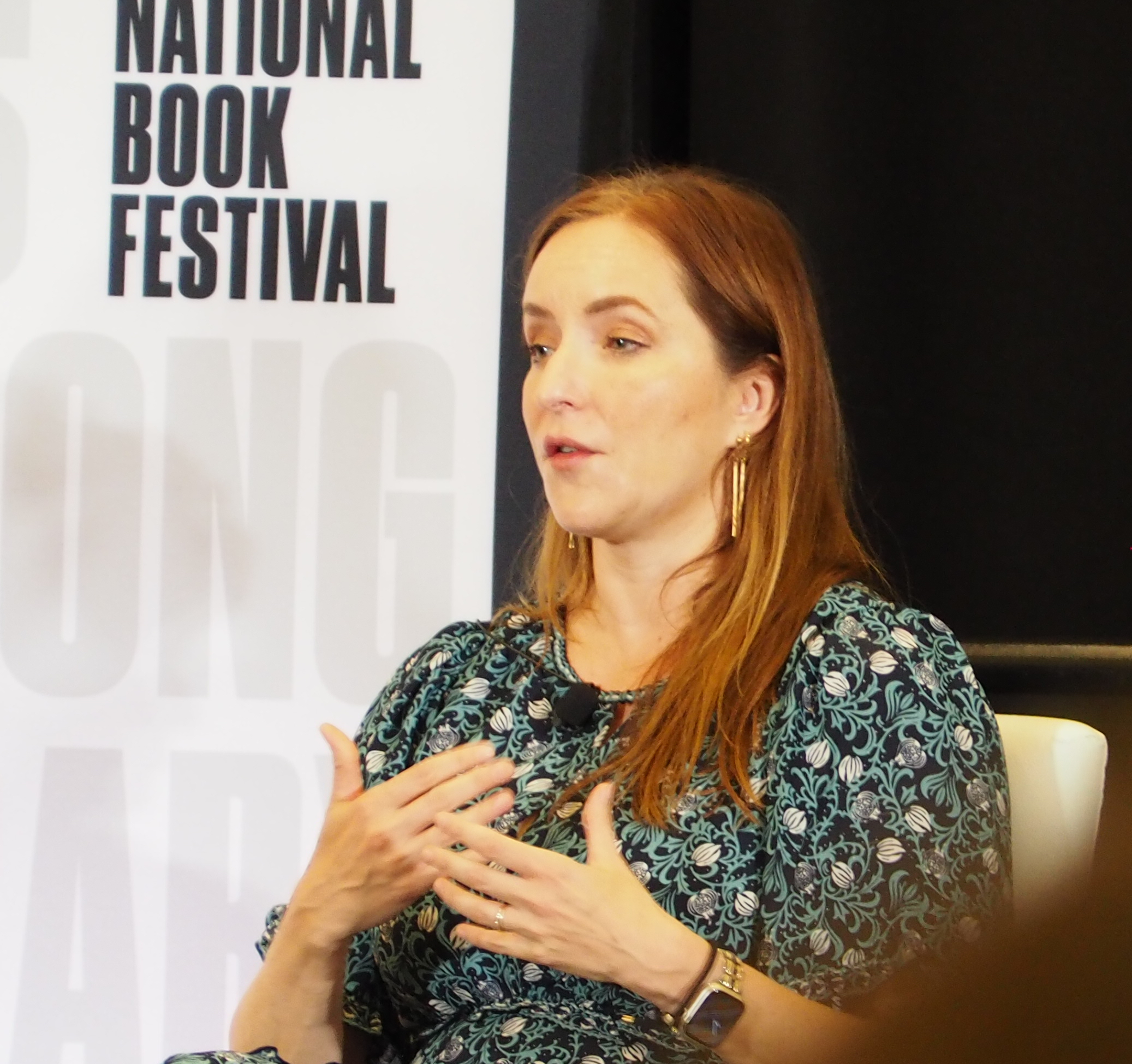
Rebecca Makkai (2023)

## Leben
Rebecca Makkai ist eine Tochter des Linguisten Ádám Makkai (1935–2020) und der Linguistin Valerie Becker Makkai. Ihr Vater floh nach der Niederschlagung des Ungarischen Volksaufstandes 1956 aus Ungarn in die USA. Makkai wuchs in Lake Bluff, Illinois auf und besuchte die Lake Forest Academy. Sie studierte Englisch an der Washington and Lee University mit einem Abschluss als B.A. und machte am Middlebury College einen M.A. Makkai lebt mit ihrem Mann John Freeman und zwei Kindern in der Nähe von Chicago.
Makkai lehrte Kreatives Schreiben am Iowa Writers’ Workshop, an der Northwestern University und verschiedenen Colleges. Sie erhielt 2022 ein Guggenheim-Stipendium.
Ihr erster Roman The Borrower erschien 2011. Der Roman wurde mehrfach übersetzt.
Ihre Short Stories konnte sie in verschiedenen überregional bedeutsamen Zeitschriften platzieren, 2015 erschien ein erster Sammelband. Makkai wurde unter anderem mit dem Stonewall Book Award, dem Los Angeles Times Book Prize und der Andrew Carnegie Medals for Excellence in Fiction and Nonfiction ausgezeichnet.

## Werke (Auswahl)
- The Borrower. London: Windmill Books, 2011
  - Ausgeliehen : Roman. Übersetzung Mirjam Pressler. Berlin: Ullstein, 2011
- The Hundred-Year House. Viking/Penguin, 2014
- Music for Wartime. Short Stories. Viking, 2015
- The Great Believers. Viking/Penguin, 2018
  - Die Optimisten : Roman. Übersetzung Bettina Abarbanell. München: Eisele, 2020
- I Have Some Questions for You. Viking, 2023
  - Ich hätte da ein paar Fragen an Sie : Roman. Übersetzung Bettina Abarbanell. Berlin: Eisele, 2023